# Androsace de Suisse
Androsace helvetica
Espèce
L’Androsace de Suisse (Androsace helvetica) est une espèce de plantes à fleurs de la famille des Primulacées.
C'est une plante vivace et un orophyte alpin qui vit de 2 000 à 3 500 mètres d'altitude en formant des coussinets très compacts sur les éboulis, les rochers ombragés.

## Statut de protection
En France, l'espèce est protégée sur l'ensemble du territoire métropolitain.
En Espagne, elle fait partie de la liste rouge des plantes.